# 八一路
八一路是中国湖北省武汉市武昌区的一条城市次干道，在2012年武汉大学校门被移除后，八一路武汉大学段成为地下通道，原八一路路段成为武汉大学文理学部与信息学部之间的区域。
2013年下穿通道完工后，武大两校区已合二为一。八一路延长线上还会增加两座主要桥梁通车。